# Inta
Inta (ros. Инта) – miasto w północnej Rosji, na terenie wchodzącej w skład tego państwa Republiki Komi, w północno-wschodnim skrawku kontynentu europejskiego. 
W 2010 roku miejscowość liczyła 32 080 mieszkańców.
W przeszłości znajdował się tam obóz Gułagu. Osadzeni byli w nim m.in. Janka Hińko, Józef Święcicki, kard. Kazimierz Świątek oraz Andrzej Niezabitowski, który pozostawił opis swojego pobytu w Incie w książce To był tylko etap.
W mieście rozwinął się przemysł maszynowy oraz drzewny.
W mieście urodzili się:
- Sergiusz Kowalski (1953) – polski socjolog
- Aleksandras Abišala (1955) – litewski polityk
- Wasyl Kujbida (1953) – ukraiński polityk
- Uładzimir Cypłakou (1969) – białoruski hokeista